# Windsor Koffi Abbrey
Windsor Koffi Abbrey – ghański piłkarz grający na pozycji napastnika. W swojej karierze grał w reprezentacji Ghany.

## Kariera klubowa
W swojej karierze piłkarskiej Abbrey grał w klubach Sekondi Hasaacas FC (do 1982), Hearts of Oak (1983-1986), Asante Kotoko SC (1987), Tonnerre Jaunde (1988), Raja Casablanca (1990-1991) i Great Olympics (1991-1992). Wraz z Hearts of Oak wywalczył dwa mistrzostwa Ghany w sezonach 1984 i 1985, a z Asante Kotko mistrzostwo w sezonie 1987. Wraz z Tonnerre również wywalczył mistrzostwo kraju w sezonie 1988.

## Kariera reprezentacyjna
W reprezentacji Ghany Abbrey zadebiutował w 1982 roku. W tym samym roku został powołany do kadry na Puchar Narodów Afryki 1982. Na tym turnieju zagrał w pięciu meczach: grupowych z Libią (2:2), z Kamerunem (0:0) i z Tunezją (1:0), półfinałowym z Algierią (3:2) i finałowym z Libią (1:1, k: 7:6). Z Ghaną został mistrzem Afryki.
W 1984 roku Abbreya powołano go do kadry na Puchar Narodów Afryki 1984. Zagrał w nim w trzech meczach grupowych: z Nigerią (1:2), z Algierią (0:2) i z Malawi (1:0). 
W 1992 roku Abbrey był w kadrze Ghany na Puchar Narodów Afryki 1992, jednak nie zagrał w nim ani razu.